# Elisabetta Benato Beltrami
Elisabetta Benato Beltrami, talvolta indicata come Elisa (Padova, 23 ottobre 1812 – Padova, 18 febbraio 1888), è stata una pittrice e scultrice italiana esponente del Neoclassicismo.

## Biografia
Nata in una famiglia della media borghesia padovana, in anni di grave crisi economica, dovuta all'alternarsi delle dominazioni, austriaca e francese, alle continue guerre e alla forte pressione fiscale che aveva messo in ginocchio le attività commerciali e manifatturiere, mostrò fin da bambina una forte predilezione per il disegno, realizzando copie molto apprezzate da artisti famosi.
Grazie a una sottoscrizione di alcuni cittadini padovani poté frequentare l'Accademia di belle arti di Venezia, dove seguì i corsi di scultura di Luigi Zandomeneghi e di pittura di Lipparini e Politi. Allora per le donne era molto difficile, se non impossibile, entrare in istituzioni pubbliche dove poter approfondire la preparazione artistica, infatti nella delibera di accettazione dell'Accademia fu precisato che si trattava di una eccezione, da non prendersi come esempio. Si distinse subito per le sue capacità, rivelando una sua ben precisa personalità per la morbidezza del disegno e la delicatezza dei colori. Il 26 novembre 1840 sposò Luigi Beltrami, figlio del ben noto artista Giovanni Beltrami, specializzato nella lavorazione di cammei e pietre dure. Col marito trascorse un breve periodo a Cremona, dove poté frequentare artisti come Giovanni Carnovali detto il Piccio. Nel 1843 tornò a Padova.
Pur avendo terminato gli studi accademici, non poté utilizzare, in quanto donna, il titolo per insegnare, si dedicò allora a lezioni private, presso l'Istituto delle Dame del Sacro Cuore. Rimasta vedova nel 1854, condusse una vita discreta e lontana dalla mondanità, eppure fu pittrice nota e apprezzata dai suoi contemporanei.

## Opere
Pittura
Nell'ambito della pittura eseguì miniature e ritratti, spesso copie di opere altrui.
- Anima che sale al cielo, L'Assunta e la Malinconia risalgono agli ultimi anni dei suoi studi. Il suo genere preferito fu il ritratto[senza fonte], condotto con estrema cura dei particolari e sottile introspezione psicologica.
- L'Autoritratto con il fidanzato Luigi Beltrami è conservato al Museo civico di Padova. Nello stesso museo si conservano altre sue opere tra cui Il Ritratto di fanciulla, realizzato dopo la morte del marito. Eseguì anche un Ritratto del Nobile Ruggero Manna insigne Maestro di Musica.
- Oltre ai ritratti ottenne anche commissioni di un certo impegno per pale d'altare. Per la parrocchia di Tribano realizzò nel 1847 una Deposizione e per la chiesa di San Siro di Bagnoli eseguì nel 1850 una Beata Vergine con Bambino e Santi. Per quest'ultimo lavoro, il compenso fu pagato al marito, secondo la consuetudine che fossero i mariti a gestire il patrimonio delle mogli. Dopo gli anni '50 si dedicò anche alla realizzazione di miniature in avorio.
- Eseguì anche Un Incontro tra Petrarca e Laura, un S. Sebastiano. Il Ritratto di Francesco Marzolo, opera di piccole dimensioni, eseguita con la tecnica del pastello, fu forse l'ultima sua opera.

Scultura
Fu apprezzata per le sue riproduzioni di copie dall'antico, mentre nelle sue sculture d'invenzione non si discostò dal modello canoviano.
- Psiche e Amore e Innocenza, bassorilievi in gesso, Museo civico di Padova, Padova.